# Adam Nowosilski
Adam Rafał Nowosilski (ur. 24 października 1859 w majątku Kaśkiewicze, zm. 1942) – tytularny generał brygady Wojska Polskiego.

## Życiorys
Adam Rafał Nowosilski urodził się 24 października 1859 roku w majątku Kaśkiewicze, w powiecie oszmiańskim, w rodzinie Franciszka, szlachcica, i Wincentyny. W latach 1871–1877 był uczniem 1 Petersburgskiego Gimnazjum Wojskowego (ros. 1-я Санкт-Петербургская военная гимназия), które 22 lipca 1882 roku zostało przemianowane na 1 Korpus Kadetów. 1 września 1877 roku rozpoczął służbę w Armii Imperium Rosyjskiego, jako słuchacz 2 Konstantynowskiej Szkoły Wojskowej (ros. 2-е военное Константиновское училище). Dwa lata później ukończył szkołę jako prymus, awansował na podporucznika ze starszeństwem z 8 sierpnia 1879 roku i otrzymał przydział do Wołyńskiego Pułku Gwardii w Warszawie (ros. лейб-гвардии Волынский полк). W ewidencji armii rosyjskiej figurował jako Adam-Rafael Francewicz Nowosilski (Адам-Рафаэль Францевич Новосильский). W 1883 roku, będąc w kasynie oficerskim, w czasie rozmowy przyznał rację studentom polskim, a nie kuratorowi Warszawskiego Okręgu Szkolnego Aleksandrowi Apuchtinowi, twórcy zrusyfikowanego systemu szkolnictwa w Królestwie Polskim. Takie postępowanie zostało uznane za nielicujące ze stanowiskiem oficera Gwardii i zaważyło na przeniesieniu do 115 Wiaziemskiego Pułku Piechoty w Rydze. W międzyczasie awansował na chorążego gwardii (ros. Прапорщик гвардии) ze starszeństwem z 16 września 1880 roku i porucznika (ros. Поручик) ze starszeństwem z 29 lipca 1883 roku. Ponad szesnaście lat dowodził kompanią, a przez kolejnych sześć lat batalionem. Na sztabskapitana (ros. Штабс-Капитан) awansował ze starszeństwem z 15 maja 1887 roku, kapitana (ros. Капитан) ze starszeństwem z 15 marca 1894 roku i podpułkownika (ros. Подполковник) ze starszeństwem z 26 lutego 1905 roku. 1 stycznia 1909 roku pełnił służbę w 177 Izborskim Pułku Piechoty (ros. 177-й пехотный Изборский полк), który wchodził w skład I Brygady 45 Dywizji Piechoty i stacjonował w Rydze. Na pułkownika (Полковник) awansował ze starszeństwem z 6 grudnia 1910 roku. W 1914 roku pełnił służbę w 161 Aleksandropolskim Pułku Piechoty (ros. 161-й пехотный Александропольский полк), który wchodził w skład I Brygady 41 Dywizji Piechoty i stacjonował w Kazaniu. W tym samym roku, w czasie mobilizacji, objął dowództwo 94 Zapasowego Pułku Piechoty (ros. 94-й пехотный запасный полк) w Kazaniu (Kazański Okręg Wojskowy). 24 czerwca 1915 roku został pomocnikiem dyżurnego generała sztabu 10 Armii.
23 stycznia 1919 roku został przydzielony do Stacji Zbornej Oficerów w Warszawie. 20 maja 1919 roku został przyjęty do Wojska Polskiego z zatwierdzeniem posiadanego stopnia pułkownika, z zaliczeniem do I Rezerwy armii, z jednoczesnym powołaniem do służby czynnej na czas wojny, aż do demobilizacji. 14 stycznia 1920 roku otrzymał przeniesienie służbowe z byłej rezerwy oficerskiej do Powiatowej Komendy Uzupełnień Bydgoszcz na stanowisko komendanta. Od 30 kwietnia 1919 roku czasowo pełnił obowiązki komendanta Powiatowej Komendy Uzupełnień 2 Pułku Piechoty Legionów w Piotrkowie.
6 lipca 1920 roku został komendantem Powiatowej Komendy Uzupełnień 4 Pułku Piechoty Legionów w Kielcach. 14 października 1920 roku został zatwierdzony z dniem 1 kwietnia 1920 roku w stopniu pułkownika, w piechocie, w grupie oficerów byłych Korpusów Wschodnich i byłej armii rosyjskiej. 18 lutego 1921 roku obowiązki komendanta PKU 4 pp Leg. przekazał pułkownikowi Karolowi Blok. Z dniem 1 maja 1921 roku został przeniesiony w stały stan spoczynku, w stopniu pułkownika piechoty, z prawem noszenia munduru.
26 października 1923 roku Prezydent RP Stanisław Wojciechowski zatwierdził go w stopniu tytularnego generała brygady. Na emeryturze mieszkał w Kielcach, a następnie w Warszawie. Pochowany na cmentarzu Powązki Wojskowe w Warszawie (kwatera A10-4-8/9).
Generał Nowosilski był żonaty z Marią Wiktorią Jankowską, z którą miał dwoje dzieci: Jadwigę (ur. 1900) i Leona Mikołaja Korwin-Nowosilskiego (1898-1967), podpułkownika dyplomowanego artylerii.

## Ordery i odznaczenia
- Order św. Stanisława kl. 2 - 1901[19]
- Order św. Anny kl. 2 - 1907[19]
- Order św. Anny kl. 3 - 1894[19]
- Order św. Włodzimierza kl. 3 – 7 października 1915[19]
- Order św. Włodzimierza kl. 4 – 18 lutego 1914[19]